# Peter Loidolt

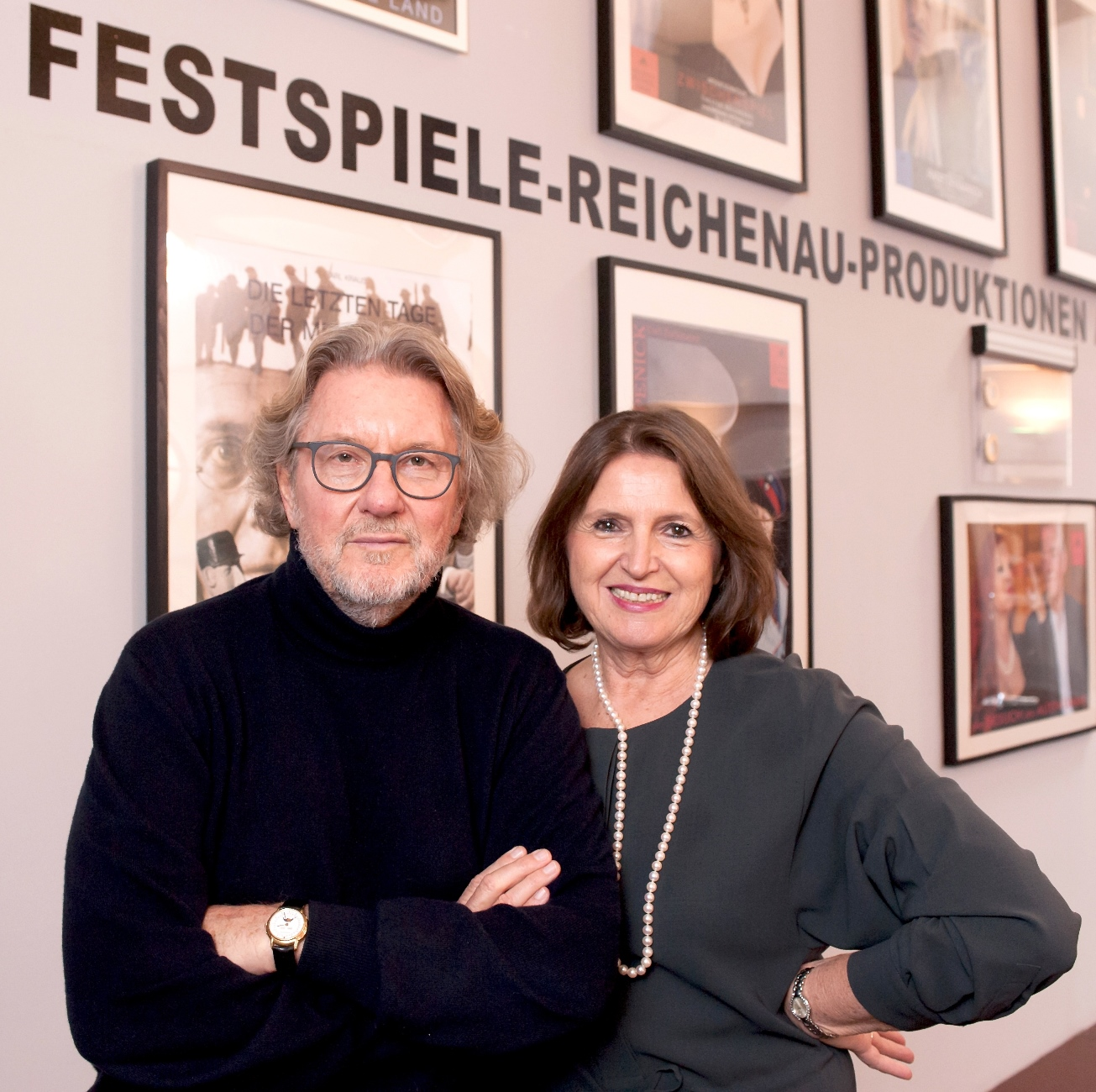
Peter Loidolt mit Renate Loidolt (2016)

Peter Loidolt (* 9. März 1945 in Mariazell, Steiermark; † 6. Februar 2024) war ein österreichischer Festspielleiter. Er gründete gemeinsam mit seiner Frau Renate Loidolt den Kulturverein Reichenau an der Rax und war von 1988 bis 2021 Intendant der Festspiele Reichenau.

## Leben
Loidolt besuchte ein Gymnasium in Wien-Neubau, schloss allerdings nicht mit der Matura ab, sondern absolvierte eine einjährige Lehre im Schmuckgroßhandel. In der Folge war er in der Wirtschaft tätig, unter anderem bei drei großen Reedereien.
Ab 1988 bauten Peter Loidolt und seine aus Reichenau gebürtige Frau, eine studierte Volkswirtin, die Festspiele Reichenau auf. Das Gründerpaar wollte Publikumsschichten, die dem etwa von Burgtheaterdirektor Claus Peymann gepflegten Regietheater deutscher Prägung distanziert gegenüberstanden, für ein Schauspielertheater mit betont österreichischer Note und heimischen Stars gewinnen. Regietheater war ein Fremdwort und es gab in den Regieverträgen eine Klausel, die der Festspielleitung das Recht auf den „Final Cut“ einräumte. „Das behalten wir uns vor, um garantieren zu können, dass etwas herauskommt, mit dem wir uns auch identifizieren können.“
Von Peter Loidolt stammten auch die Bühnenbilder der Theaterinszenierungen, Renate Loidolt war Geschäftsführerin der Festspiele Reichenau GmbH. 2012 wies das Festival nach eigenen Angaben eine Eigenwirtschaftlichkeit von 90 Prozent auf. Damit galten die Loidolts als Gründer eines der wirtschaftlich erfolgreichsten Kulturprojekte Österreichs. Bei der Vergabe der etwa 40.000 Eintrittskarten pro Jahr wurden die 4.800 Mitglieder des Fördervereins bevorzugt. Eine Prüfung durch den Rechnungshof führte 2021 allerdings zu der Empfehlung, das Land Niederösterreich solle von einer weiteren Förderung absehen, weil die festgestellten Abläufe und Vertragsbeziehungen zwischen den Festspielen und zwei anderen Unternehmen sowie die Verwendung der Fördermittel als vergaberechtswidrig, intransparent und unwirtschaftlich zu beurteilen waren sowie Interessenkonflikte aufgrund naher Verwandtschaftsverhältnisse in der festgestellten Unternehmenskonstruktion ungelöst geblieben waren. Hingewiesen wurde auch darauf, dass bereits 2010 ein beauftragtes Wirtschaftsprüfungsunternehmen zahlreiche Mängel festgestellt hatte, die aber in der Folge als behoben betrachtet wurden. Der Rechnungshof empfahl eine Rückforderung von Förderungsmitteln, das Land Niederösterreich leitete eine rückwirkende Bereinigung in die Wege; weitere Rückforderungen würden geprüft. Das Ehepaar Loidolt konnte die Kritik nicht nachvollziehen, vielmehr vermuteten sie eine Neidkampagne und auch verminderten politischen Rückhalt für die Festspiele, seitdem Altlandeshauptmann Erwin Pröll Nachfolgerin Johanna Mikl-Leitner (beide ÖVP) Platz gemacht hatte.
Im Juli 2021 wurde Maria Happel als Nachfolgerin von Peter und Renate Loidolt als künstlerische Leiterin der Festspiele Reichenau vorgestellt.
Das Ehepaar hat zwei Töchter.

## Auszeichnungen
Peter Loidolt wurde vom österreichischen Bundespräsidenten mit der Verleihung des Titels „Professor“ ausgezeichnet und er ist Träger des Großen Goldenen Ehrenzeichens für Verdienste um das Land Niederösterreich.
Er hat gemeinsam mit seiner Frau für seine Verdienste um die Festspiele Reichenau am 23. September 2014 das Österreichische Ehrenkreuz für Wissenschaft und Kunst von Bundesminister Josef Ostermayer verliehen bekommen.
2019 wurden ihm gemeinsam mit seiner Frau die Marietta und Friedrich Torberg-Medaille verliehen.